# Monarhism
Monarhismul sau regalismul este o teorie sau curent politic ce susține instalarea, păstrarea sau reinstaurarea monarhiei ca formă de guvernare a unui stat, din considerente de superioritate față de alte forme de conducere statală. Un monarhist este o persoană ce susține această formă de guvernare din principiu, indiferent de monarh. 
În cadrul acestui curent sau teorii, monarhul poate fi (deveni) persoana care este rege, un pretendent la tron, sau cineva care a fost monarh (rege, împărat, domnitor etc.), dar a fost înlăturat.

## Regalismul în România
- România
  - Alianța Națională pentru Restaurarea Monarhiei (ANRM)
  - Partidul Național Liberal (istoric) (PNL)
  - Partidul Național-Țărănesc (PN-Ț)
  - Partidul Național Țărănesc Creștin Democrat (PNȚ-CD)
  - Partidul Popular Național (PPN)
  - Uniunea Liberală "Brătianu" (ULB)
  - Asociația "Amicii Regelui Mihai"
  - Partidul Regalist Român (PRR)